# Fußball Club Gratkorn 2010-2011
Questa pagina raccoglie i dati riguardanti il Fußball Club Gratkorn nelle competizioni ufficiali della stagione 2010-2011.

## Rosa
Aggiornata al 3 maggio 2011.
| N. |                                 | Ruolo | Calciatore              |
| -- | ------------------------------- | ----- | ----------------------- |
| 1  | Austria (bandiera)              | P     | Johannes Schwarz        |
| 2  | Austria (bandiera)              | D     | Rafael Dorn             |
| 3  | Bosnia ed Erzegovina (bandiera) | D     | Dubravko Tesevic        |
| 4  | Austria (bandiera)              | D     | Markus Edler            |
| 5  | Austria (bandiera)              | D     | Anton Ehmann            |
| 7  | Austria (bandiera)              | C     | Bernd Windisch          |
| 8  | Austria (bandiera)              | C     | Mario Steiner           |
| 9  | Austria (bandiera)              | A     | Florian Eibinger        |
| 10 | Belgio (bandiera)               | A     | Georges Panagiotopoulos |
| 11 | Austria (bandiera)              | C     | Gerald Puntigam         |
| 12 | Austria (bandiera)              | A     | Joachim Parapatits      |
| 15 | Austria (bandiera)              | A     | Bernd Bernsteiner       |

| N. |                    | Ruolo | Calciatore         |
| -- | ------------------ | ----- | ------------------ |
| 16 | Austria (bandiera) | D     | Thorsten Schick    |
| 17 | Austria (bandiera) | D     | Michael Sauseng    |
| 19 | Austria (bandiera) | C     | Markus Gsellmann   |
| 22 | Austria (bandiera) | A     | Philipp Vorraber   |
| 23 | Austria (bandiera) | D     | Mario Kröpfl       |
| 24 | Polonia (bandiera) | C     | Adam Cichon        |
| 25 | Austria (bandiera) | C     | Matthias Hopfer    |
| 26 | Austria (bandiera) | D     | Marco Perchtold    |
| 27 | Austria (bandiera) | P     | Markus Beer        |
| 28 | Austria (bandiera) | P     | Matthias Götzinger |

### Staff tecnico
| Allenatore:              | Paul Steiner                        |
| Allenatore in seconda:   | Erich Marko Georges Panagiotopoulos |
| Allenatore dei portieri: | Mario Kronsteiner                   |
| Massaggiatore:           | Wolfgang Matscheko Peter Rossnegger |